# Mineur (muziek)
Mineur, klein, kleine terts of moll is een toonsoort gebaseerd op de mineur- of kleinetertstoonladder, een toonladder die met een kleine terts begint en aanduidt dat een muziekstuk wordt gespeeld in een toonsoort met een kleine terts ten opzichte van de tonica. Met majeur is mineur een van de twee meest gebruikte toonsoorten van het diatonische toongeslacht in westerse muziek. De toonsoort mineur wordt tegenwoordig geassocieerd met de emotie van droefheid of melancholie, al is dat zeker niet altijd zo geweest. Letterlijk betekent mineur de mindere of de kleinere, wat het tegenovergestelde is van majeur, de meerdere of de grotere.
Zo kan worden gezegd dat een ouverture is gecomponeerd in e mineur, of in e kleine terts, of kortweg in e klein.

## Geschiedenis

### Benamingen

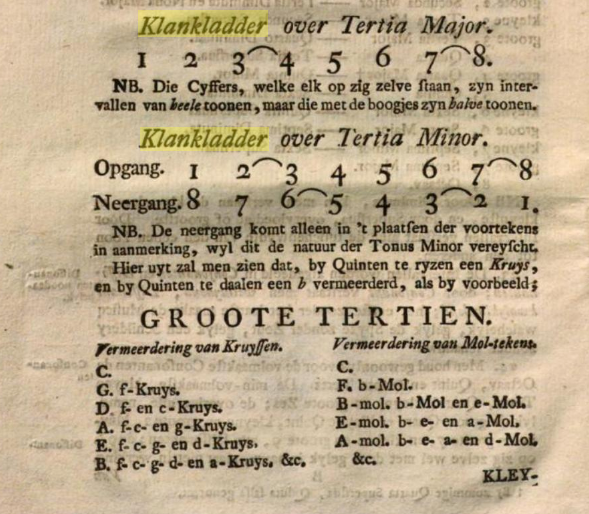
omschrijving van de melodische mineur-toonladder in 1779

Toonladders hebben in de Nederlandse literatuur verschillende benamingen. Zo is er uit 1779 de Klankladder over Tertia Minor. Andere veel voorkomende termen zijn die van schaal of toonschaal. Zo wordt de mineurladder in 1855 onder andere de mol-toonschaal genoemd, of in 1865 ook simpelweg als schaal. Veel voorkomende termen in verband met de majeur- en mineurladder staan nog in verband met de hexachorden uit de renaissance, waarbij de mineurladder zacht wordt genoemd en de majeurladder hard.

### De diverse varianten in Nederland
Niet alleen in Nederland maar ook elders is er lang in theorieboeken onderscheid gemaakt tussen drie varianten, die hieronder zijn beschreven: de zuivere of natuurlijke mineurladder, de melodische mineurladder en de harmonische mineurladder. Jammer is dat daarbij zowel een misverstand t.a.v. de melodische mineurladder is ontstaan, als ook dat de geschiedenis van de totstandkoming van die drie categorieën niet in kaart is gebracht. 
De drie varianten kwamen in het tijdperk van de modi al voor als gevolg van de vrijheid die componisten op een gegeven moment kregen om naar eigen inzicht de noten van die modi te verhogen of te verlagen. Vaak wordt hierbij verwezen naar het werk van Adam de la Halle (c. 1245-1307) die al in de 13e eeuw leidtonen gebruikte. 

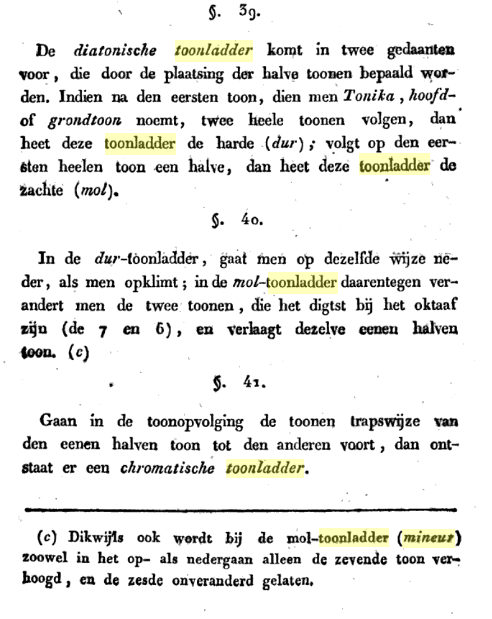
muziekwoordenboek uit 1827 met omschrijving harmonische mineurtoonladder

De drie varianten zullen in Nederland door de eeuwen heen dus al geklonken hebben, maar wanneer en hoe worden zij ook als 'mineurladders' geclassificeerd in de literatuur? In Joachim Hess' Korte en eenvoudige handleyding tot het leeren van 't clavecimbel of orgel-spel opgesteld ten dienste van leerlingen uit 1779 zien we de "Klankladder over Tertia Minor" als een toonladder die volledig identiek is met onze hedendaagse melodische mineurladder. De mineurladder staat voor Hess dus gelijk aan de melodische mineurtoonladder. Een van de vroegste verwijzingen naar de harmonische mineurladder vinden we in Hendrik Weikert's Verklaring der meest gebruikelijke muzijkale kunstwoorden uit 1827. Hij schrijft: "in de mol-toonladder daarentegen verandert men de twee toonen, die het digst bij het oktaaf zijn (de 7 en 6), en verlaagt dezelve eenen halve toon". Waar hij aan toevoegt: "Dikwijls ook wordt bij de mol-toonladder (mineur) zoowel in het op- als nedergaan alleen de zevende toon verhoogd, en de zesde onveranderd gelaten." Weikert geeft dus één term, de mol-toonladder (mineur), die voor twee schrijf- of speelwijzen kunnen staan. Dit vinden we echter nog niet terug in alle boeken uit die tijd. In 'Algemeene Muzijkleer' (wellicht de eerste 'algemene muziekleer in ons taalgebied) uit 1829, hetgeen een vertaling is van een boek van de Duitser Gottfried Weber, lezen we dat de a moll-toonladder uit a b c d e f gis a bestaat, en deze daarmee gelijk stellend aan de harmonische mineurtoonladder (zie afb. rechtsonder). Dit wordt in 1855 herhaald in Nieuw beknopt en volledig muzikaal woordenboek, benevens een overzigt van de grondbeginselen der toonkunst. In 1875 schrijft Johannes Worp zijn "Algemeene Muziekleer" en maakt onderscheid tussen de 3 varianten zoals die hieronder zijn beschreven in zijn hoofdstukje over "De veranderingen of afwijkingen in de kleine-terts-toonladder". We zien hier de term 'harmonische kleine-terts-toonladder of de kleine-terts-toonladder met de groote seconde", een wat ongelukkige woordkeus, omdat er zich tussen de 6e en 7e toon geen grote secunde, maar een overmatige secunde zit. 

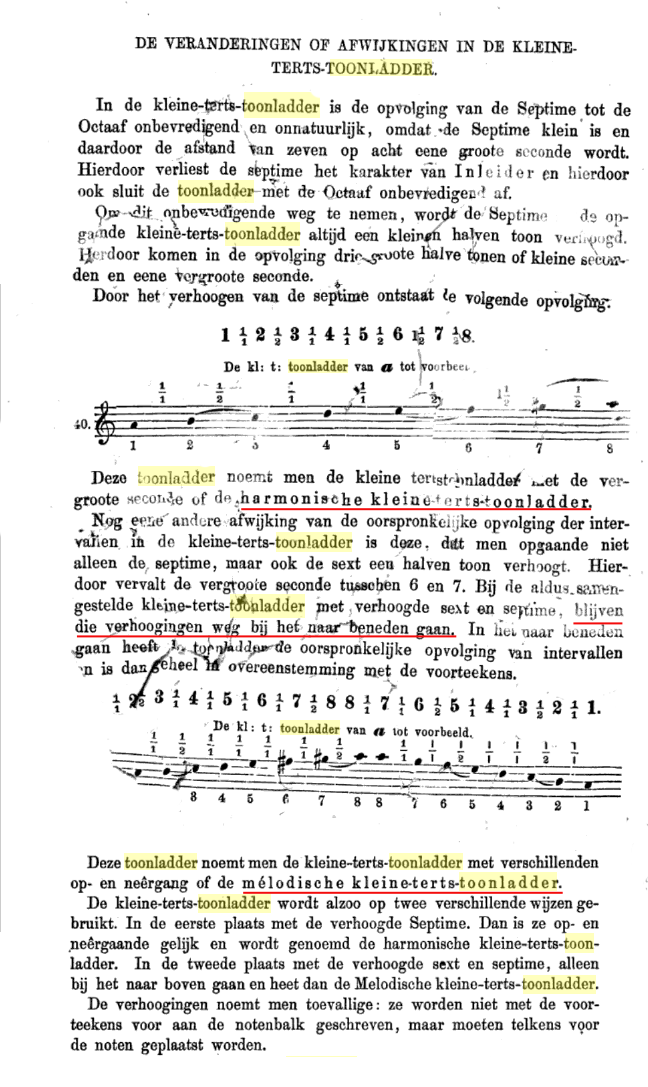
omschrijving van de 3 mineurtoonladders in 1875 in Johannes Worp Algemeene Muziekleer

Het boek van Johannes Worp is belangrijk, omdat het later werd aangepast door Sem Dresden, en diens versie met dezelfde naam werd een bekend leerboek op de Nederlandse conservatoria. Het boek uit 1875 vergeet te vermelden dat de verhoging van de 6e en 7e toon in de melodische mineurladder ook in neerwaartse richting wordt gebruikt. Dit gebeurde niet alleen in Nederland, maar kwam wereldwijd zo in de leerboeken te staan. In de latere bewerkingen Worp's boek door Sem Dresden en later John Daniskas (bijvoorbeeld die van 1962) werd er een oplossing voor gevonden door aan te geven dat de "stijgende toonladder...soms ook in dalende richting kan worden gebruikt". Dit is defacto een nieuwe term: "de stijgende melodische mineurladder", refererend aan het eerste - stijgende - deel van de melodische mineurladder, die je echter ook voor dalende melodieën kunt gebruiken. Geen wonder dat dit verwarring zaaide, aangezien de term verbonden bleef met het stijgen of dalen van een melodie.

### Het misverstand t.a.v. de verhoogde 6e en 7e toon in de melodische mineurtoonladder
Het misverstand bestaat, zoals eerder geschetst, dus al eeuwen lang, zoals het fragment uit 1779 laat zien. Toch is de achterliggende reden heel begrijpelijk en het probleem ook eenvoudig op te lossen. 
Als het gaat om eenstemmigheid, heeft men - en dat is al bij Adam de la Halle te zien in de 13e eeuw - behoefte gehad om de 7e toon te willen verhogen, omdat deze de tonika beter 'aankondigt': een verhoogde 7e toon wil graag oplossen naar de tonika. Om het gat wat vervolgens ontstaat tussen de 6e en 7e toon niet te groot te maken (die daardoor een overmatige secunde wordt), hebben vele musici het mooier gevonden de 6e toon dan ook te verhogen. In een dissertatie uit 1977 van Sharon Louise Towndrow wordt mooi beschreven hoe dit in de muziek van J.S. Bach werkte en hoe de 6e toon verhoogd werd als deze naast een 7 stond, maar dat deze niet verhoogd werd als ze alleen stond. In een eenstemmige hoedanigheid of boven akkoorden die er niet mee conflicteren (zoals de 1e trap, die immers geen 6e of 7e toon heeft, maar alleen de 1e, 3e en 5e), klinkt een melodische mineurladder als geheel ook prima. Subdominanten, zoals de 2e of 4e trap, hebben vaak wel een 6e toon in het akkoord, dus kan er wel conflict optreden. Met conflict bedoelen we dat je in een melodie bijvoorbeeld een f# speelt en in de samenklinkende toon of tonen en f. Deze overmatige prime wil je vermijden. Een dominant op de 5e trap maakt gebruik van de leidtoon en dwingt tot een verhoging van de 7e toon, of de melodie nu dalend is of niet. 
In een harmonische context is het in essentie gemakkelijk: elke toon moet op de harmonie van dat moment zijn afgestemd en andersom, afhankelijk van de prioriteit. De regels en de uitzonderingen omschrijven is echter wel vrij complex wanneer je wilt uitdrukken in termen van functies als tonika, subdominant en dominant, of bij napels-sext-akkoorden, tussendominanten e.d. Echter hebben alle drie categorieën bestaansrecht: ze zijn alle drie in staat om in natuurlijke, harmonische of melodische vorm een melodische mineur te laten passen bij verschillende harmonische omstandigheden. 

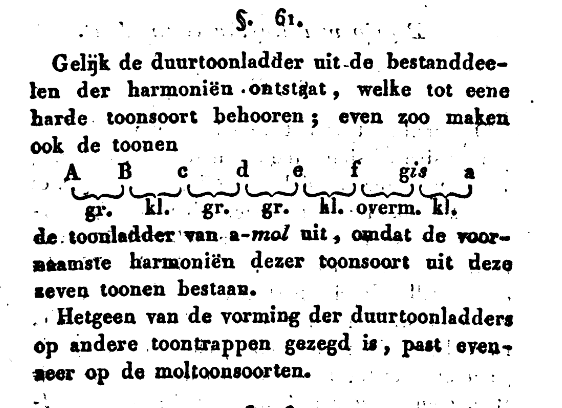

## Varianten
Er zijn drie varianten:
|  | |
|  | Alle varianten van e mineur. Natuurlijk, harmonisch, melodisch, drieklank (gebroken), drieklank (akkoord). (download·info) |

### Natuurlijke mineurladder
Toonladder van e (natuurlijk) mineur, stijgend (dalend is omgekeerde reeks):
Een natuurlijke mineurladder heeft de volgorde:
Grondtoon, hele toon (grote secunde), halve toon (kleine terts), hele toon (kwart), hele toon (kwint), halve toon (kleine sext), hele toon (kleine septiem), hele toon (octaaf).

### Harmonische mineurladder
Toonladder van e (harmonisch) mineur, stijgend (dalend is omgekeerde reeks):
In deze ladder is de zevende toon verhoogd als leidtoon naar de grondtoon. Zo ontstaat tussen toon 6 en 7 de zo typische overmatige secunde, die door veel mensen als "Arabisch" klinkend wordt ervaren. Een (balkan-)zigeunertoonladder wordt ook wel een harmonische mineurladder met een verhoogde vierde toon genoemd.
Een harmonische mineurladder heeft de volgorde:
Grondtoon, hele toon (grote secunde), halve toon (kleine terts), hele toon (kwart), hele toon (kwint), halve toon (kleine sext), anderhalve toon (grote septiem), halve toon (octaaf).

### Melodische mineurladder
Toonladder van e (melodisch) mineur, stijgend en dalend:
In de stijgende variant van deze ladder zijn zowel de zesde als de zevende toon verhoogd. Daardoor lijkt de ladder stijgend erg veel op de ladder van E majeur, het enige verschil is nog de terts.
De naamgeving melodisch stijgend en dalend is enigszins verwarrend, omdat de melodisch stijgende toonladder ook vaak in dalende richting gebruikt wordt. In jazz wordt met de term melodisch mineur alleen de stijgende toonladder bedoeld.
Een melodische mineurtoonladder heeft stijgend de volgorde:
Grondtoon, hele toon (grote secunde), halve toon (kleine terts), hele toon (kwart), hele toon (kwint), hele toon (grote sext), hele toon (grote septiem), halve toon (octaaf).

## Mineur in majeurstelsel
Mineur is een 6e trap van het majeurstelsel. Melodisch mineur en harmonisch mineur worden gebruikt om op de 5e trap van mineur een dominant septiemakkoord te krijgen zodat deze terugleidt naar de 1e trap.

## Mineur in kerktoonladders
Mineurtoonladders onder de kerktoonladders zijn het Aeolisch (ook wel: "natuurlijk mineur" - zonder leidtonen), Locrisch, Dorisch en Frygisch.

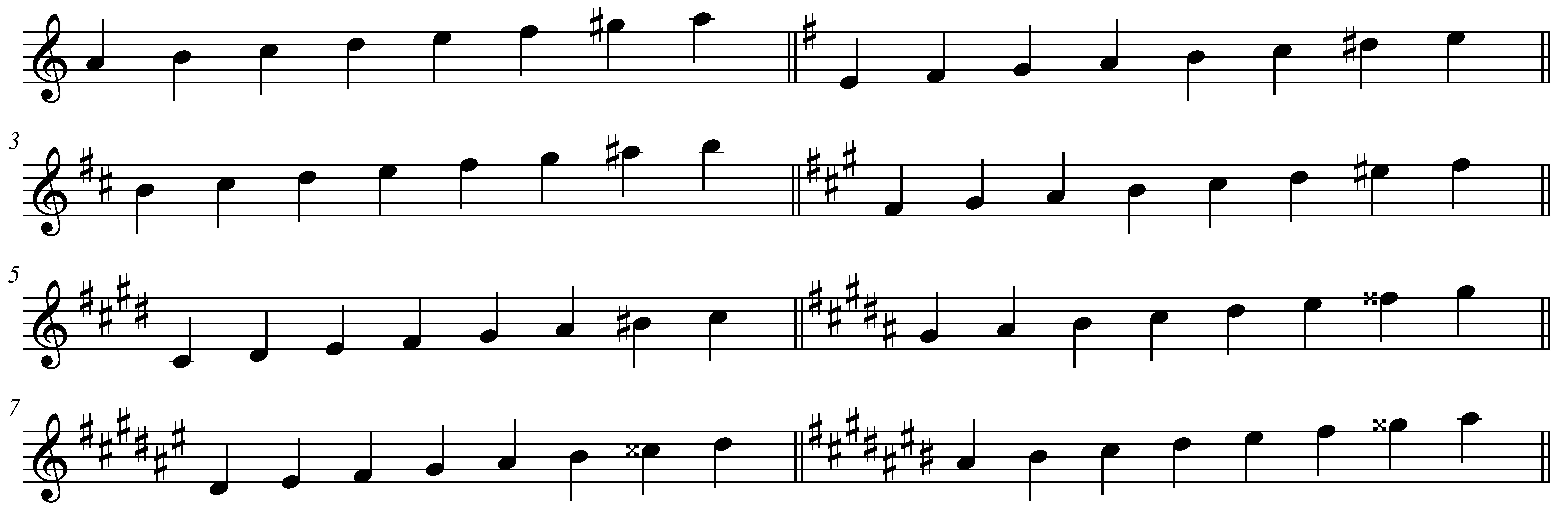
De harmonische mineurtoonladders met kruisen; vanaf C majeur volgens de kwintencirkel gerangschikt

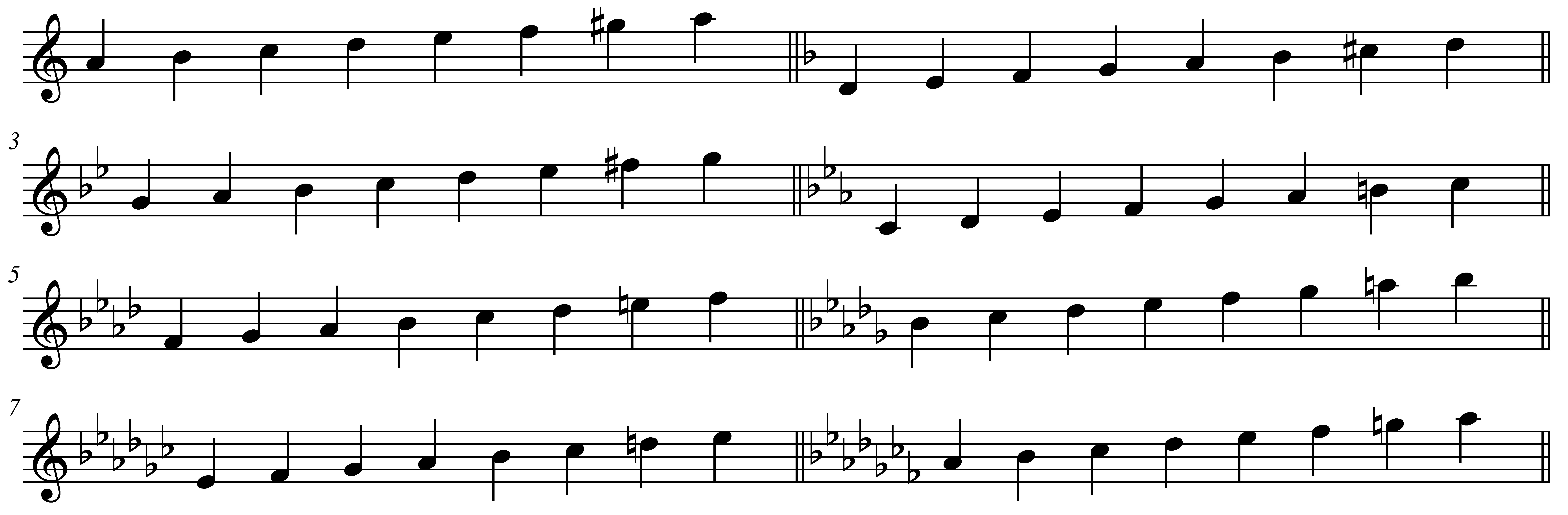
De harmonische mineurtoonladders met mollen; vanaf C majeur volgens de kwintencirkel gerangschikt

## Toepassing
Mineurtoonladders worden vaak in filmmuziek gebruikt, met name tertsverwantschappen klinken erg filmisch. Dit is bijvoorbeeld de akkoordenprogressie van c mineur naar e mineur. Voorbeelden hiervan zijn Nino Rota's Godfather Waltz en John Williams' soundtrack van E.T. Daarnaast wordt de mineurtoonsoort ook vaak gebruikt als de muziek droevig of boos moet overkomen op de luisteraar. De uitwerking van mineur of majeur akkoorden op de gemoedstoestand van de luisteraar is echter niet zwart-wit. De rest van de muzikale context bepaalt mede hoe de luisteraar de muziek ervaart: bv. muziek met Balkan-invloeden wordt door het snelle en tot dans uitnodigende ritme als vrolijk ervaren (afterbeats), terwijl er overwegend mineurtoonladders gespeeld worden (zigeunertoonladder).